# Timothy Bromage

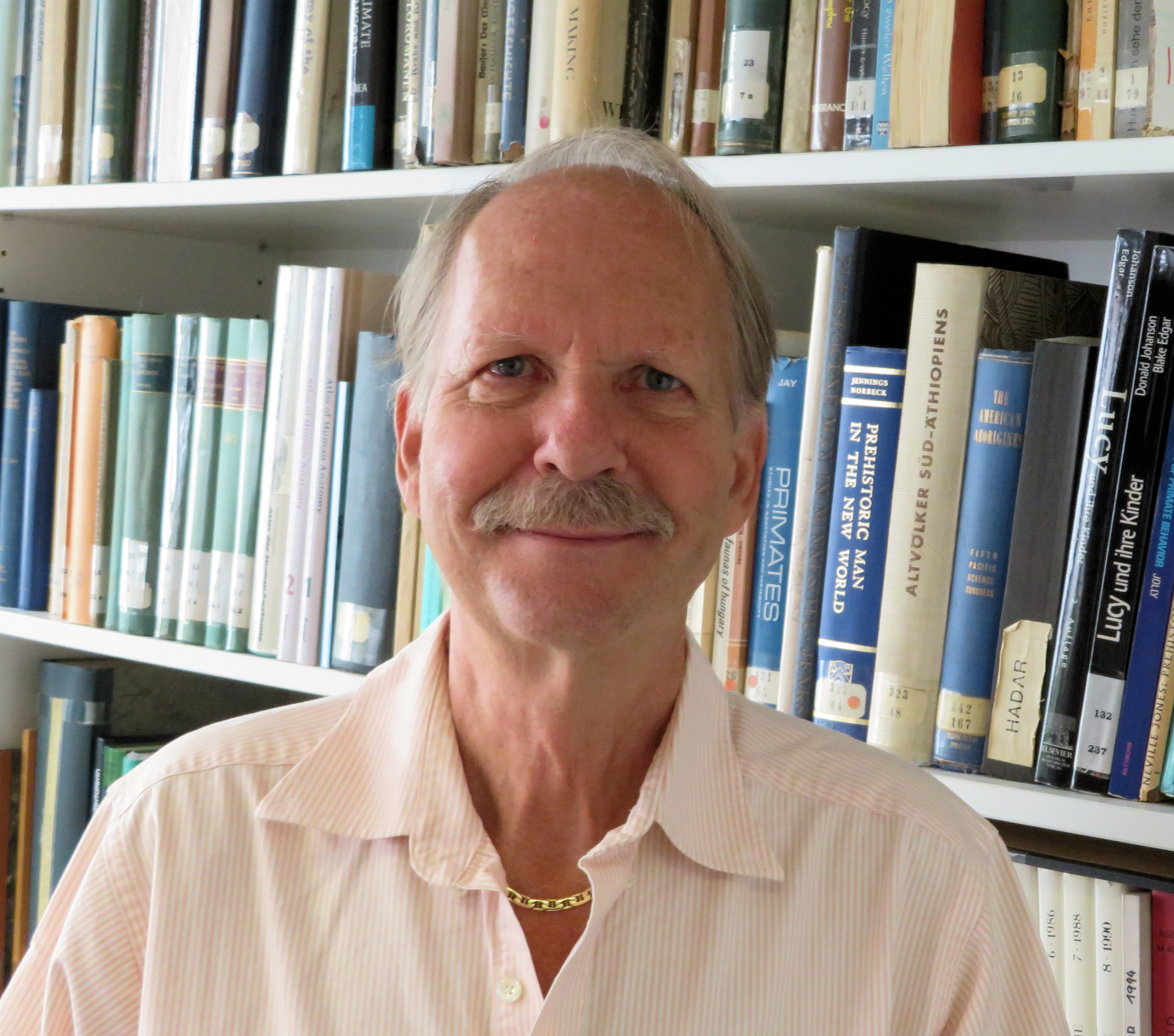
Tim Bromage, 2022

Timothy George „Tim“ Bromage (* 2. Januar 1954) ist ein US-amerikanischer Paläoanthropologe und seit 2004 Professor am Department of Molecular Pathobiology am College of Dentistry der New York University.
Gemeinsam mit seinem deutschen Kollegen Friedemann Schrenk leitet er seit 1983 das Hominiden-Korridor-Projekt in Malawi, das im Bereich des Malawi-Rift insbesondere zahlreiche neue, bis zu fünf Millionen Jahre alte, pliozäne und pleistozäne Fossilien-Fundstellen erschloss. Das bedeutendste von seiner Forschergruppe entdeckte Fossil ist ein 1991 bei Uraha geborgener Unterkiefer mit der Archivnummer UR 501, der Homo rudolfensis zugeschrieben wurde und mit einem Alter von 2,4 Millionen Jahren – nach dem Unterkiefer-Fragment LD 350-1 – als der zweitälteste bislang bekannte Nachweis für ein Individuum der Gattung Homo gilt. 2009 fand sein Team in Malawi ferner den 2,5 Millionen Jahre alten Zahn MR 1106, der ebenfalls einem Individuum der Gattung Homo zugeschrieben wurde. Dieser Zahn wurde unweit eines gleich alten Fossils von Paranthropus entdeckt und belegte erstmals, dass beide Arten zur gleichen Zeit am gleichen Ort in Afrika lebten.
Bromage und Schrenk sind mitverantwortlich für die Gründung des Cultural and Museum Centre Karonga in Malawi.

## Leben und Forschung

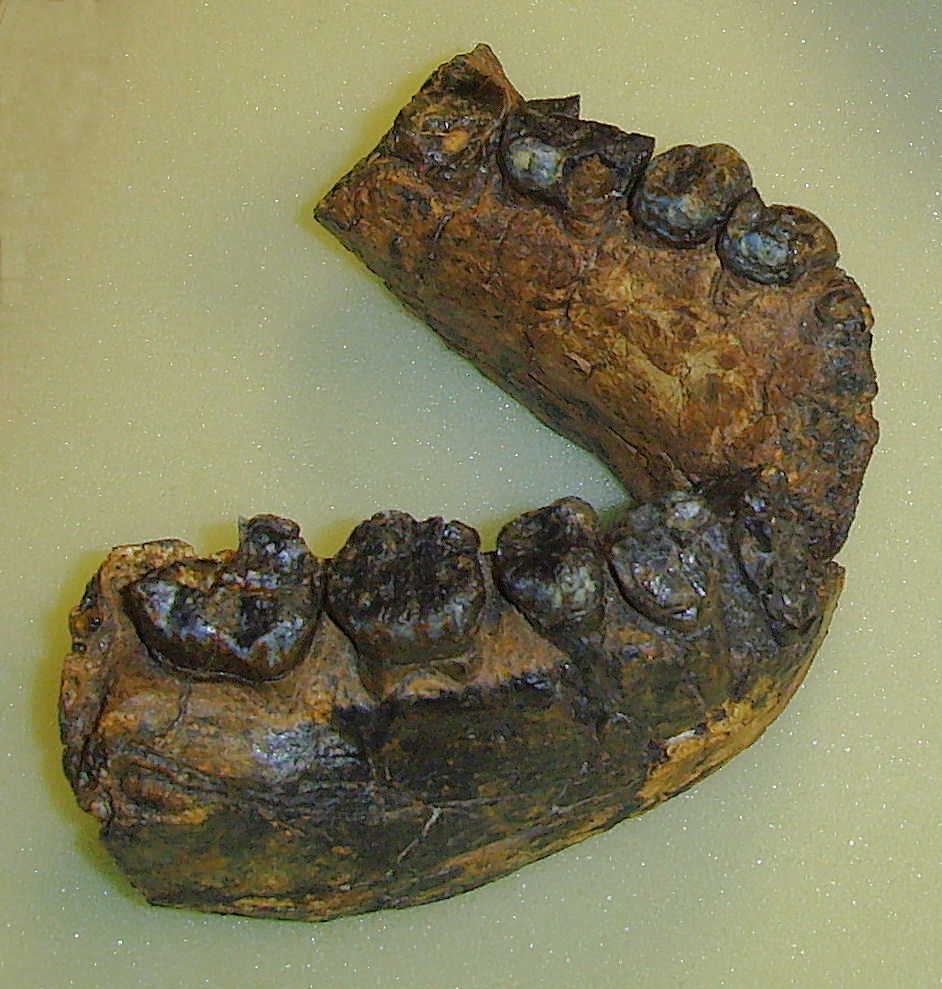
UR 501 (Original), das zweitälteste bekannte Fossil der Gattung Homo

Tim Bromage schloss sein Studium der Anthropologie, Biologie und Geologie 1978 an der Sonoma State University mit dem Bachelor-Grad ab. Danach wechselte er an die University of Toronto, wo er insbesondere Humangenetik und Verhaltenswissenschaften studierte und 1980 den Magister-Grad im Fach Anthropologie erwarb. 1986 erwarb er in Toronto im gleichen Fach den Doktorgrad: In seiner Doktorarbeit hatte er u. a. Methoden entwickelt, um aus fossilen Knochen und Zähnen Informationen zum Wachstum dieser Organe zu gewinnen und um so auch auf das Lebensalter ihrer ehemaligen Besitzer schließen zu können; erste Ergebnisse hatte Bromage bereits 1985 in der Fachzeitschrift Nature publiziert.
Seit dieser Zeit beschäftigt sich Bromage insbesondere mit der Frage, wie man aus den Fossilien Hinweise auf die Lebensumstände, auf Ernährungsgewohnheiten und das Klima zu Lebzeiten ihrer früheren Besitzer, gewinnen kann. Er entdeckte u. a., dass der lamellenartige Aufbau von Knochen Rückschlüsse auf die – beispielsweise von Dürren und Nahrungsmangel beeinflusste – Wachstumsgeschwindigkeit und somit auf die individuelle Lebensgeschichte zulässt. Er betreibt eine Datenbank, in der Informationen zum Stoffwechsel und zum Knochenbau der heute lebenden Menschenaffen einschließlich des Menschen gesammelt werden, mit dem Ziel, diese Daten später in Beziehung zu Merkmalen von Fossilien setzen zu können. Ein Ergebnis dieser Forschung ist 2008 die Entdeckung einer biologischen Uhr, die Prozesse wie Nahrungsaufnahme und Schlafrhythmen von Säugetieren steuert.
Seit 2016 arbeitet Bromage an der Etablierung neuer Messtechniken für Trinkwasserqualität und bietet online eine Weltkarte zur Einsicht von Messergebnissen an. Argumentiert wird damit, dass lediglich ein Bruchteil der chemischen Elemente, die in Wasser vorkommen können, gesetzlich reguliert und dadurch zwangsläufig Gesundheitsrisiken übersehen werden. Die Maßnahme ist Teil des Metabolic Ecology Field Project.

## Paläobiomik des Menschen
Gemeinsam mit Friedemann Schrenk arbeitet Bromage daran, mit der „Paläobiomik des Menschen“ (engl.: Human Paleobiomics) ein neues akademisches Fach zu begründen, in das neben der traditionellen Paläoanthropologie alle Fachgebiete integriert werden sollen, die den Lebensraum der Frühmenschen (das ‚Paläobiom‘) beschreiben. Hierzu gehören beispielsweise die „metabolische Paläoökologie“, die „den Fluss der Materialen“ ermittelt, „die notwendig sind, um das Funktionieren von Ökosystemen aufrechtzuerhalten. Dazu gehören organische und anorganische Elemente des Lebens, die über die gesamte Breite des Periodensystems hinweg gemessen und auf ihrem Weg durch die Organismen und ihre Lebensräume erfasst werden.“ Möglich geworden sei dieser wissenschaftliche Ansatz, da man heute auch aus Millionen Jahre alten Proben den Stoffwechsel früher Menschen ableiten und ihre Umwelt exakt rekonstruieren könne.

## Ehrungen
- 2010 wurde Bromage der Max-Planck-Forschungspreis zuerkannt.[9]
- 2015 wurde er zum Fellow der American Association for the Advancement of Science gewählt.[10]

## Schriften (Auswahl)
- Timothy G. Bromage und M. Christopher Dean: Re-evaluation of the age at death of immature fossil hominids. In: Nature. Band 317, 1985, S. 525–527, doi:10.1038/317525a0.

- Timothy G. Bromage: Ontogeny of the early hominid face. In: Journal of Human Evolution. Band 18, Nr. 8, 1989, S. 751–773, doi:10.1016/0047-2484(89)90088-2.

- Timothy G. Bromage: Enamel incremental periodicity in the pig-tailed macaque: A polychrome fluorescent labeling study of dental hard tissues. In: American Journal of Physical Anthropology. Band 86, Nr. 2, 1991, S. 205–214, doi:10.1002/ajpa.1330860209.

- Friedemann Schrenk, Timothy G. Bromage et al.: Oldest Homo and Pliocene biogeography of the Malawi Rift. In: Nature. Band 365, 1993, S. 833–836, doi:10.1038/365833a0.

- Timothy G. Bromage, Friedemann Schrenk und Frans W. Zonneveld: Palaeoanthropology of the Malawi Rift: An early hominid mandible from the Chiwondo Beds, northern Malawi. In: Journal of Human Evolution. Band 28, Nr. 1, 1995, S. 71–108, doi:10.1006/jhev.1995.1007.

- Friedemann Schrenk und Timothy G. Bromage: Adams Eltern. Expeditionen in die Welt der Frühmenschen. C. H. Beck, München 2002, ISBN 3-406-48615-0.

- Timothy G. Bromage et al.: Lamellar Bone is an Incremental Tissue Reconciling Enamel Rhythms, Body Size, and Organismal Life History. In: Calcified Tissue International. Band 84, 2009, S. 388–404, doi:10.1007/s00223-009-9221-2.

- Timothy G. Bromage et al.: Primate enamel evinces long period biological timing and regulation of life history. In: Journal of Theoretical Biology. Band 305, 2012, S. 131–144, doi:10.1016/j.jtbi.2012.04.007.

- Timothy G. Bromage et al.: The Swine Plasma Metabolome Chronicles ‚Many Days‘ Biological Timing and Functions Linked to Growth. In: PLoS ONE. Band 11, Nr. 1, 2016, e0145919, doi:10.1371/journal.pone.0145919.

- mit Melanie Bäuchle, Tina Lüdecke, Sasan Rabieh, Khemet Calnek: Quantification of 71 detected elements from Li to U for aqueous samples by simultaneous-inductively coupled plasma-mass spectrometry. In: Royal Society of Chemistry Advances. Band 8, 2018, S. 37008–37020, doi:10.1039/C8RA07070A.

- mit Paola Cerrito, Shara E. Bailey und Bin Hu: Parturitions, menopause and other physiological stressors are recorded in dental cementum microstructure. In: Scientific Reports. Band 10, 5381, 2020, doi:10.1038/s41598-020-62177-7.

## Belege
1. ↑  Das Fossil Paranthropus MR 1106. Auf: paleobiomics.org, abgerufen am 28. Mai 2017.
2. ↑  Cultural and Museum Centre Karonga.
3. ↑  Timothy G. Bromage, M. Christopher Dean: Re-evaluation of the age at death of immature fossil hominids. In: Nature. Band 317, 1985, S. 525–527, doi:10.1038/317525a0.
4. ↑  The circadian clock modulates enamel development. (Memento vom 15. März 2017 im Internet Archive)
5. ↑  Metabolic Ecology Field Project.
6. ↑  Ottmar Kullmer, Friedemann Schrenk und Timothy G. Bromage: Human Paleobiomics – der Versuch einer integrativen Paläoanthropologie. In: Senckenberg – natur  •  forschung  •  museum. Band 144, Nr. 7/8, 2014, S. 232–237, Volltext.
7. ↑  „Unsere Wissenschaft ist unreif.“ Auf: fr-online.de vom 10. Juli 2010.
8. ↑  Friedemann Schrenk: Toward a Metabolic Theory of Paleoecology, Liberating the Unknowable in Paleobiomics. In: Senckenberg: Natur – Forschung – Museum. Band 152, Nr. 7–9, 2022, S. 123.
9. ↑  Auf den Spuren menschlicher Evolution. Auf: mpg.de vom 29. Mai 2010.
10. ↑  2015 AAAS Fellows Recognized for Contributions to Advancing Science. Auf: aaas.org vom 16. November 2015.

| Personendaten    | Personendaten                         |
| ---------------- | ------------------------------------- |
| NAME             | Bromage, Timothy                      |
| ALTERNATIVNAMEN  | Bromage, Tim; Bromage, Timothy George |
| KURZBESCHREIBUNG | US-amerikanischer Paläoanthropologe   |
| GEBURTSDATUM     | Januar 1954                           |